# Ermua
Ermua és un municipi de la província de Biscaia, País Basc, pertanyent a la comarca del duranguesat amb una població de 16.449 habitants segons les dades de l'INE corresponents a l'any 2005.
L'extensió del municipi és de 6,17 km² pel que la densitat poblacional és de 2665,96 hab./km². És l'última població de la província Biscaia, abans d'entrar a Guipúscoa per la part oriental d'aquesta. Tal situació de proximitat, i el fet de pertànyer geogràficament a la conca del riu Deba, fa que aquesta localitat s'inclogui, a molts efectes, en la comarca del Baix Deba, al costat d'altres municipis guipuscoans. Amb la veïna ciutat d'Eibar forma una mateixa trama urbana. Ermua va créixer en els anys 60 i 70 a l'ombra de la seva veïna i va funcionar com una ciutat dormitori d'aquesta.

## Personatges il·lustres
- Andrés de Orbe y Larreátegui (1672-1740). Va ser una destacada figura política i religiosa de començaments del segle xviii. Nomenat bisbe de Barcelona en 1720 i arquebisbe de València en 1725. Va ocupar la presidència del Consell de Castella entri 1727 i 1733. En 1733 va ser nomenat inquisidor general i va finalitzar la seva carrera polític-religiosa com nunci apostòlic. El rei Felip V va instituir el títol de Marquès de Valdespina en favor del seu nebot Andrés Agustín d'Orbe y Zarauz.
- Francisco de Arando (segle xviii). Va arribar a ésser ardiaca de Toledo.
- Mateo de Eizaguirre (segle xviii). Va ser el primer Comte de Santa Ana en Panamà en 1775.
- Félix Erauzkin (-). Considerat com el millor i més complet atleta espanyol dominant tres modalitats. Va obtenir 27 títols nacionals, 9 en pes, 9 en disc i 9 en llançament de javelina. Va ser Campió del Món (veterans) en els Jocs de Wembley en 1948.
- Jesús María Zanguitu (1938-2006). Popularment conegut com a Karmani, fou una persona volguda pel poble i encarregat de llançar el txupinazo del 24 de juliol a les 7 de la tarda durant 35 anys. Va morir el dia de Santiago al llançar un coet que li va explotar.
- Teodoro Zuazua (-2002). Rector d'Ermua. Va ajudar en el creixement urbanístic i cultural de la segona meitat del segle XX a més d'acollir als emigrants que van fer créixer Ermua fins a superar els 20.000 habitants.
- Daniel Txopitea (1950-1997). Artista. Va destacar en pintura. Va participar en grups com "Gorutz", "Enkoari" o "Lekarotz". Es va envoltar d'artistes com Jorge Oteiza, el seu amic i autor de capçalera, i va morir a Zarautz en 1997 a conseqüència d'un càncer.
- Imanol Arias (1956-). Popular actor de cinema i televisió a Espanya. Encara que va néixer en la població lleonesa de Riaño, va passar la seva infantesa i joventut a cavall entre Ermua i Eibar.
- Carlos Totorika (1956-). Alcalde d'Ermua pel PSE-EE/PSOE. Va ser un dels impulsors de l'Esperit d'Ermua, va ser parlamentari basc i candidat a la presidència del seu partit al País Basc. Va ser un membre actiu i destacat de l'organització polític-social Fòrum d'Ermua.
- Andoni Ferreño (1965-). Presentador de televisió i actor.
- Miguel Ángel Blanco (1968-1997). Regidor del Partit Popular en Ermua. Segrestat i assassinat per ETA en 1997.
- Igor Astarloa (1976-). Ciclista retirat. Especialista en clàssiques. Va ser Campió del Món de Ciclisme en 2003.
- Ion Fiz (1976-). Dissenyador de moda.
- Álex Soto (1988-). Esportista. Campió d'Espanya Junior i medalla de plata en el Campionat del Món de Salt d'altura.
- Mikel Losada. Protagonista de la pel·lícula i serie "Kutxidazu bidea Ixabel".
- Joseba Arriaga Dosantos (1982-). Futbolista.